# Blue Weaver
Derek John Weaver, detto Blue (Cardiff, 11 marzo 1947), è un tastierista e compositore gallese.

## Carriera
Nel 1966 è stato tra i fondatori del gruppo Amen Corner. Nei primi anni settanta ha militato nei Fair Weather e negli Strawbs. In quest'ultima band ha lavorato anche tra il 1983 e il 1984 e tra il 1993 e il 2001. Nel 1973 è andato in tour con i Mott the Hoople. Come musicista turnista ha collaborato con numerose band tra cui Pet Shop Boys e Bee Gees. Appare nel film Terrore e terrore.